# Neuvicq-le-Château

Neuvicq-le-Château este o comună în departamentul Charente-Maritime, Franța. În 1 ianuarie 2022 avea o populație de 346 de locuitori.